# King Creole (album)
Pour l’article homonyme, voir King Creole (chanson).
Albums de Elvis Presley
Elvis' Golden Records
(1958) For LP Fans Only
(1959)
King Creole est un album d'Elvis Presley sorti en septembre 1958. Il s'agit de la bande originale du film Bagarres au King Créole, dont Presley tient le premier rôle.

## Titres

### Face 1
1. King Creole (Jerry Leiber, Mike Stoller) – 2:16
2. As Long As I Have You (Fred Wise, Ben Weisman) – 1:50
3. Hard Headed Woman (Claude Demetrius) – 1:53
4. Trouble (Jerry Leiber, Mike Stoller) – 2:16
5. Dixieland Rock (Aaron Schroeder, Rachel Frank) – 1:46

### Face 2
1. Don't Ask Me Why (Fred Wise, Ben Weisman) – 2:06
2. Lover Doll (Sid Wayne, Abner Silver) – 2:09
3. Crawfish (Fred Wise, Ben Weisman) – 1:48
4. Young Dreams (Aaron Schroeder, Martin Kalmanoff) – 2:23
5. Steadfast, Loyal and True (Jerry Leiber, Mike Stoller) – 1:15
6. New Orleans (Sid Tepper, Roy C. Bennett) – 1:58

## Musiciens
- Elvis Presley : chant, guitare acoustique
- Scotty Moore : guitare électrique
- Tiny Timbrell : guitare acoustique
- Neal Matthews : basse
- Dudley Brooks : piano
- Bill Black : contrebasse
- D.J. Fontana : batterie
- Bernie Mattinson : batterie
- Gordon Stoker : bongos
- Hoyt Hawkins : cymbales
- Ray Siegel : contrebasse, tuba
- Mahlon Clark : clarinette
- Teddy Buckner : trompette
- Justin Gordon : saxophone
- Elmer Schneider : trombone
- Warren Smith : trombone
- Kitty White : chant (8)
- The Jordanaires : chœurs